# 大慈彌功
大慈彌 功（おおじみ いさお、1956年5月4日 - ）は、大分県宇佐市出身の元プロ野球選手（捕手）。現在は、セントルイス・カージナルスの日本駐在スカウト。

## 来歴・人物
中津南高から、1975年オフにドラフト外で太平洋クラブライオンズにテスト入団した。
一軍での公式戦出場がないまま、1979年限りで現役を引退した。
現役引退後は、帰郷し地元企業に勤務した。その際に、縁あって渡英し英語力を身につける。その後、福岡ダイエーホークスのフロント、通訳、千葉ロッテマリーンズの通訳（1995年、来日当初のボビー・バレンタイン監督の通訳）を歴任。
1997年、ニューヨーク・メッツに環太平洋地域担当スカウトとして入団。新庄剛志や吉井理人といった日本プロ野球界で活躍する選手を多数獲得するなど実績を上げ、環太平洋担当部長などを歴任。
2013年、ロサンゼルス・ドジャースの日本担当スカウトに就任。
2016年、ヒューストン・アストロズの環太平洋担当部長に就任。
2018年、フィラデルフィア・フィリーズの環太平洋担当部長に就任。
フジテレビのMLB中継で解説も務める。

## 詳細情報

### 年度別打撃成績
- 一軍公式戦出場なし

### 背番号
- 46 （1976年 - 1978年）
- 59 （1979年）